# Самарцево (Татарстан)
Самарцево — опустевшая деревня в Заинском районе Татарстана. Входит в состав Верхнешипкинского сельского поселения.

## География
Находится в восточной части Татарстана на расстоянии приблизительно 11 км на запад-северо-запад по прямой от железнодорожной станции города Заинск.

## История
Основана в начале XIX века, упоминалась также как Степановка. По состоянию на 2020 год опустела, имеет характер урочища с возделываемыми огородными участками.

## Население
Постоянных жителей было: в 1859 — 77, в 1913—273, в 1920—269, в 1926—119, в 1938—141, в 1949—159, в 1958—112, в 1970 — 49, в 1979 — 19, в 1989 — 6, в 2002 — 3 (русские 100 %), 1 в 2010.